# 府中市立総合体育館
府中市立総合体育館 （ふちゅうしりつそうごうたいいくかん）は、広島県府中市土生町にある体育館である。

## 概要
同体育館の特徴は、屋根に二重格子梁（集成材） を用いた木造HPシェルを使用していることである。単板積層材（LVL材料）を用いたRH構法大断面構造物の良い建築事例とされる。それにちなんで愛称も「ウッドアリーナ」とされている。壁はコンクリート打放し仕上。工事費は18億69百万円。2010年5月に1億2000万円かけて体育館前の広場が整備され、野外ステージなどが増設された。
2017年10月よりネーミングライツにより「TTCアリーナ」と名称変更された。

## 施設
- 構造 	壁式RC，屋根木造架構：W
- アリーナ
  - バレーボール（3）、バレーボール（公認）（2）、バスケットボール（2）、テニス（2）、バドミントン（2）、卓球（24）
- 会議室
- 控え室
- 更衣室
- シャワー室
- 野外ステージと広場（6000平方m）[2]

## 基礎データ
- 所在地：府中市土生町416-4
- 開館時間
  - 平日　08:30 - 21:30
  - 日曜・休日　08:30 - 17:00
  - 休館日　毎週月曜日（祝日の場合のその翌日）・年末年始（12/29～1/3）
- 利用料金：有料

## 交通
- JR福塩線府中駅下車タクシーで10分

## 特記事項
- 府中市教育委員会が管理・運営していたが、2005年4月から指定管理者制度の導入によって、民間の（有）賛興プロダクション（広島県府中市府川町）が行なっている。[3]
- 自主事業として、目崎神楽同好会(府中市)・原田神楽団(安芸高田市高宮町)・中川戸神楽団(山県郡北広島町)による「神楽」の公演を企画する[4] など、スポーツ以外のイベントにも使用される。